# Matt Dumba
Mathew „Matt“ Dumba (* 25. Juli 1994 in Regina, Saskatchewan) ist ein kanadischer Eishockeyspieler, der seit Juli 2024 bei den Dallas Stars aus der National Hockey League (NHL) unter Vertrag steht und dort auf der Position des Verteidigers spielt. Zuvor gehörte Dumba insgesamt zehn Jahre der Organisation der Minnesota Wild an, in deren Diensten er im Jahr 2020 die King Clancy Memorial Trophy erhielt. Mit der kanadischen Nationalmannschaft gewann er bei der Weltmeisterschaft 2016 die Goldmedaille.

## Karriere

### Jugend
Matt Dumba hat philippinische (mütterlicherseits) sowie rumänische und deutsche (väterlicherseits) Wurzeln. Er wurde in Regina geboren, zog allerdings bereits im Alter von acht Jahren mit seiner Familie nach Calgary, Alberta, wo er in jungen Jahren vor allem von seinem Vater trainiert wurde. Später spielte er für die Calgary Bronks und besuchte die Edge School for Athletes, eine Sportschule in der Nähe von Calgary. 2009 wurde im Bantam Draft der Western Hockey League (WHL) an vierter Position von den Red Deer Rebels ausgewählt und debütierte in der Mannschaft zum Ende der Saison 2009/10. Mit Beginn der Spielzeit 2010/11 stand der Verteidiger fest im Kader der Rebels und kam in 62 Spielen auf 26 Scorerpunkte sowie eine Plus/Minus-Statistik von +24. Mit diesen Leistungen wurde er am Saisonende als bester Rookie der WHL mit der Jim Piggott Memorial Trophy ausgezeichnet. Darüber hinaus nahm Dumba mit dem Team Canada Pacific an der World U-17 Hockey Challenge 2011 teil und gewann dort die Bronzemedaille, wobei er mit 12 Punkten Topscorer des Turniers wurde. Im Mai 2011 wählte ihn der HK Witjas an 60. Position im KHL Junior Draft 2011 aus, bevor er wenige Monate später die Goldmedaille beim Ivan Hlinka Memorial Tournament 2011 gewann.
In der folgenden Saison 2011/12 steigerte er seine persönliche Statistik deutlich auf 57 Punkte aus 69 Spielen und nahm, da er mit den Rebels die Playoffs verpasst hatte, an der U18-Junioren-Weltmeisterschaft 2012 teil. Dabei führte er die Mannschaft als Kapitän an, die am Ende der WM die Bronzemedaille gewann. Dumba wurde mit 12 Punkten erneut Topscorer und darüber hinaus zum besten Verteidiger des Turniers gewählt. Für den anschließenden NHL Entry Draft 2012 schätzte ihn der Central Scouting Service auf Position 11 der nordamerikanischen Feldspieler ein, bevor er im eigentlichen Draft von den Minnesota Wild an siebter Stelle ausgewählt wurde. Bei den Wild unterzeichnete er direkt einen auf drei Jahre befristeten Einstiegsvertrag und kehrte im Anschluss nach Red Deer in die WHL zurück. Dort erreichte er in der Spielzeit 2012/13 nicht ganz die Leistungen aus der Vorsaison, ehe er im April 2013 zu den Houston Aeros, dem Farmteam der Wild aus der American Hockey League (AHL), berufen wurde und in der Folge sein Profidebüt gab.

### Minnesota Wild
In der Folge absolvierte der Verteidiger die Saisonvorbereitung mit den Minnesota Wild und etablierte sich im NHL-Aufgebot. Zu Beginn der Saison 2013/14 kam er so zu seinen ersten 13 Einsätzen in der National Hockey League (NHL), ehe er mit der kanadischen U20-Nationalmannschaft zur U20-WM 2014 reiste. Dort belegte das Team den vierten Platz und Dumba kehrte nicht in die NHL, sondern in die WHL zurück, allerdings zu den Portland Winterhawks; diese hatten ihn im Dezember 2013 im Austausch für Presten Kopeck von den Red Deer Rebels verpflichtet. Mit den Winterhawks erreichte er das Playoff-Finale, unterlag dort allerdings den Edmonton Oil Kings.
Zu Beginn der Saison 2014/15 pendelte Dumba regelmäßig zwischen NHL und dem neuen Farmteam der Wild, den Iowa Wild. In Iowa absolvierte er 20 Spiele und wurde zum AHL All-Star Classic eingeladen, ehe er sich Mitte der Saison endgültig im NHL-Aufgebot der Minnesota Wild etablierte. Insgesamt kam er auf 58 Einsätze, in denen er 16 Scorerpunkte erzielte. Nach der Saison 2015/16 debütierte Dumba für das Team Canada bei der Weltmeisterschaft 2016 und gewann dort direkt die Goldmedaille.
In der Saison 2017/18 erzielte Dumba mit 50 Scorerpunkten seine bisher mit Abstand beste Offensivleistung und unterzeichnete anschließend im Juli 2018 einen neuen Fünfjahresvertrag in Minnesota, der ihm ein durchschnittliches Jahresgehalt von sechs Millionen US-Dollar einbrachte. Am Ende der Spielzeit 2019/20 wurde er mit der King Clancy Memorial Trophy ausgezeichnet, die Spieler ehrt, die durch besonderes soziales Engagement aufgefallen sind. Dumba ist Gründungsmitglied der „Hockey Diversity Alliance“, die sich gegen Rassismus und Intoleranz einsetzt und die im Rahmen der weltweiten Black-Lives-Matter-Bewegung die Unterbrechung der Stanley-Cup-Playoffs 2020 forciert hatte. Darüber hinaus hatte der Kanadier direkt vor Beginn der Playoffs eine Rede gehalten, in der er gegen Rassismus und zu einem Umdenken in der Eishockeykultur aufrief.

### Arizona, Tampa und Dallas
Nach der Erfüllung des im Juli 2018 abgeschlossenen Fünfjahresvertrags erhielt der 29-Jährige im Sommer 2023 kein neues Vertragsangebot der Wild, woraufhin er als sogenannter Free Agent im August 2023 in den Arizona Coyotes einen neuen Arbeitgeber fand. Dort unterzeichnete er einen Einjahresvertrag, den er jedoch nicht in Arizona erfüllte, da er im März 2024 samt einem Siebtrunden-Wahlrecht im NHL Entry Draft 2025 an die Tampa Bay Lightning abgegeben wurde. Im Gegenzug erhielten die Coyotes ein Fünftrunden-Wahlrecht im NHL Entry Draft 2027. In Tampa beendete er die Saison und wechselte anschließend im Juli 2024 als Free Agent zu den Dallas Stars.

## Erfolge und Auszeichnungen
- 2011 Jim Piggott Memorial Trophy
- 2012 Teilnahme am CHL Top Prospects Game
- 2015 Teilnahme am AHL All-Star Classic
- 2020 King Clancy Memorial Trophy

### International
| - 2011 Bronzemedaille bei der World U-17 Hockey Challenge - 2011 Goldmedaille beim Ivan Hlinka Memorial Tournament - 2012 Bronzemedaille bei der U18-Junioren-Weltmeisterschaft | - 2012 Topscorer der U18-Junioren-Weltmeisterschaft - 2012 Bester Verteidiger der U18-Junioren-Weltmeisterschaft - 2016 Goldmedaille bei der Weltmeisterschaft |

## Karrierestatistik
Stand: Ende der Saison 2024/25

### International
Vertrat Kanada bei:
| - World U-17 Hockey Challenge 2011 - Ivan Hlinka Memorial Tournament 2011 - U18-Junioren-Weltmeisterschaft 2012 | - U20-Junioren-Weltmeisterschaft 2014 - Weltmeisterschaft 2016 |

(Legende zur Spielerstatistik: Sp oder GP = absolvierte Spiele; T oder G = erzielte Tore; V oder A = erzielte Assists; Pkt oder Pts = erzielte Scorerpunkte; SM oder PIM = erhaltene Strafminuten; +/− = Plus/Minus-Bilanz; PP = erzielte Überzahltore; SH = erzielte Unterzahltore; GW = erzielte Siegtore; 1 Play-downs/Relegation; Kursiv: Statistik nicht vollständig)